# Gérard Dufau
Gérard Dufau (Dax, 1924 — Vichy, 2002) foi um jogador profissional de rugby.
Tendo sido um dos maiores jogadores de rúgby da Seleção Francesa, tendo sido criado em sua homenagem um prêmio para jovens talentos do esporte.